# Tous les garçons et les filles
«Tous les garçons et les filles», grabada en 1962 por Françoise Hardy, es una de las canciones francesas más conocidas. La canción relata los sentimientos de una joven que nunca ha conocido el amor y su envidia hacia las parejas que la rodean. El sencillo de Hardy, lanzado internacionalmente, fue un gran éxito en Francia, donde pasó 15 semanas no consecutivas en el número uno (cuatro ediciones distintas) entre finales de octubre de 1962 y mediados de abril de 1963.  
El mismo año, 1962, apareció en España la versión cantada en español por la propia Hardy, Todos los chicos y chicas, editada por Hispavox. En 1963 fue versionada por el grupo Los Mustang. 
Del E.P. se vendieron 700 000 ejemplares en Francia. Además, Hardy grabó la canción en inglés (Find Me A Boy, en el disco Françoise Hardy Sings in English, 1963), en italiano (Quelli Della Mia Età, álbum Françoise Hardy canta per voi in italiano, 1963), y en alemán (Peter Und Lou, álbum Françoise in Deutschland, 1965).
En Francia, Inglaterra, Italia y Alemania, se vendieron, en total, más de tres millones de copias.

## Otros intérpretes
Fue interpretada por numerosos artistas y entre ellos:
- Sophie Blaede (1962)
- Timi Yuro (The Love Of A Boy)
- Ginette Reno (1962)
- Catherine Spaak (1962)
- El acordeonista francés Aimable (1963)
- La cantante sueca Lill-Babs (Vart Jag Än Går, 1963)
- La cantante brasileña Eny Mara (A Idade Do Amor, 1964)
- Dulce Salles Cunha Braga (1965)
- Mia Frye (All the girls and boys, 1984)
- El grupo británico Eurythmics (1985)
- El grupo brasileño Paquitas (coristas de Xuxa) (Alguem para amar, 1991)
- Laurent Voulzy a dúo con Carla Bruni (1995)
- Marie Myriam (1996)
- La cantante italiana Gigliola Cinquetti (Quelli della mia età, 1999)
- El grupo británico Saint Etienne (Find me a boy, 1999)
- El dúo musical estadounidense The Dresden Dolls
- Thanh Lan en francés y en vietnamita
- La cantante brasileña Zona Zul (2006)
- La cantante canadiense Cœur de Pirate

## Posiciones en lista
| Lista(1962–64)                      | Posición |
| ----------------------------------- | -------- |
| Belgica (Ultratop 50 Flanders)      | 11       |
| Bélgica Ultratop 50 Wallonia)       | 1        |
| Francia (IFOP)                      | 1        |
| Italia (Musica e dischi)            | 2        |
| Países Bajos (Single Top 100)       | 4        |
| UK Singles (OCC)                    | 36       |
| Alemania Occidental (Media Control) | 20       |

### Banda sonora
La canción también formó parte de la banda sonora de varias películas:
- Metroland, ReinoUnido, 1997
  - CD, Metroland, Warner Bros. Records, 1998 (UK).
- The Dreamers (Innocents: The Dreamers), Francia, Italia, Reino Unido, 2003
  - CD, The Dreamers, Universal Records (9812084), 2003 (UK)
- The Statement (Crime contre l’humanité), Canadá, Francia, Reino Unido, 2003
- Se devo essere sincera, Italia, 2004
- Attenberg, Grecia, 2011

### "Find Me a Boy"
- The Misadventures of Margaret, Reino Unido, 1998
  - Interpretada por Françoise Hardy y Saint Etienne[9]